# Castel San Lorenzo rosato
Il Castel San Lorenzo rosato è un vino DOC la cui produzione è consentita nella provincia di Salerno, in particolare nel paese di Castel San Lorenzo.

## Caratteristiche organolettiche
- colore: rosa più o meno intenso.
- odore: vinoso, tenue, con fragranza caratteristica.
- sapore: asciutto, con tendenza al morbido, delicato, leggermente acidulo, vellutato, armonico.

## Produzione
Provincia, stagione, volume in ettolitri
- Salerno  (1996/97)  110,07